# Giovanni Battista Amici

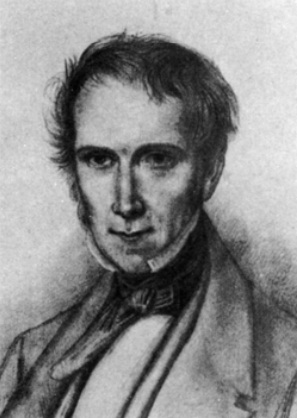
Retrat de Giovanni Battista Amici

Giovanni Battista Amici (Mòdena, 25 de març de 1786 - Florència, 10 d'abril de 1863)  va ser un astrònom, òptic i naturalista italià. Va fer importants descobriments en el camp de l'òptica, especialment en la microscòpia, i també va construir telescopis tant refractius com reflectors, prismes reflectius i molts altres instruments òptics. Entre els seus èxits destaca la invenció de la tècnica del microscopi d'immersió i dels prismes Amici, que porten el seu nom.
El 1802 es va inscriure com a enginyer-arquitecte a la Universitat de Bolonya. Va estudiar Matemàtiques amb Paolo Ruffini, cèlebre per la seva teoria d'equacions. El 1807 es graduà i es casà amb Teresa Tamanini, amb qui va tenir tres fills. Després de l'alliberament del domini de Napoleó es reobrí la Universitat de Mòdena, on va impartir classes de matemàtica des de 1815 a 1825, quan va ser nomenat professor d'astronomia i director de l'observatori al Museu Reial de Florència.
Gràcies als seus propis avanços en el camp de la microscòpia, es va interessar en els camps de la botànica, la histologia i la fitopatologia.

## Honors

### Epònims
- (Rosaceae) Rosa amici Gand.[2]
- (Rosaceae) Rubus amici Gand.[3]